# Boston-Marathon 1969
Der Boston-Marathon 1969 war die 73. Ausgabe der jährlich stattfindenden Laufveranstaltung in Boston, Vereinigte Staaten. Der Marathon fand am 21. April 1969 statt.
Bei den Männern gewann Yoshiaki Unetani in 2:13:49 h und bei den Frauen Sara Mae Berman in 3:22:46 h.

## Ergebnisse

### Männer
| Platz | Athlet             | Land                   | Zeit (h) |
| ----- | ------------------ | ---------------------- | -------- |
| 01    | Yoshiaki Unetani   | Japan                  | 2:13:49  |
| 02    | Pablo Garrido Lugo | Mexiko                 | 2:17:24  |
| 03    | Alfredo Peñaloza   | Mexiko                 | 2:19:23  |
| 04    | Ron Daws           | Vereinigte Staaten     | 2:20:21  |
| 05    | Robert Moore       | Kanada                 | 2:21:25  |
| 06    | Robert Deines      | Vereinigte Staaten     | 2:22:46  |
| 07    | Jose Garcia Gaspar | Mexiko                 | 2:23:12  |
| 08    | Patrick McMahon    | Irland                 | 2:23:21  |
| 09    | Phil Hampton       | Vereinigtes Königreich | 2:23:43  |
| 10    | Pentti Rummakko    | Finnland               | 2:24:11  |

### Frauen
| Platz | Athletin        | Land               | Zeit (h)  |
| ----- | --------------- | ------------------ | --------- |
| 01    | Sara Mae Berman | Vereinigte Staaten | 3:22:46   |
| 02    | Nina Kuscsik    | Vereinigte Staaten | 3:46:00 * |
| 03    | Elaine Pederson | Vereinigte Staaten | 3:50:00 * |

* ungefähre Zeit